# Socket 754
Socket 754 – używana przez firmę AMD podstawka (ang. socket) mikroprocesorów, następca Socket A. Pierwsza podstawka obsługująca procesory z rodziny AMD64.
Socket 754 jest tańszą wersją Socket 939 dla procesorów z rodziny AMD64, którą cechuje:
- obsługa tylko pamięci jednokanałowej (szerokość magistrali pamięci 64 bity), obsługa do 3 portów DIMM (bez wsparcia dla dual channel)
- niższa częstotliwość taktowania magistrali HyperTransport - 800 MHz
- niższa przepustowość danych (9,6 GB/s)
- niższe koszty produkcji płyty głównej